# Lisków
Lisków [pronunciación en polaco: /ˈliskuf/] es un pueblo en el Distrito de Kalisz, Voivodato de Gran Polonia, en el centro-oeste de Polonia. Es la sede del gmina (distrito administrativo) llamada Gmina Lisków. Se encuentra a unos 24 kilómetros al este de Kalisz y 120 kilómetros al sureste de la capital regional, Poznań.